# موجاو رنچ استیتز (آریزنا)
موجاو رنچ استیتز (به انگلیسی: Mojave Ranch Estates) یک منطقهٔ مسکونی در ایالات متحده آمریکا است که در شهرستان موهاوی، آریزونا واقع شده‌است. موجاو رنچ استیتز ۱٫۹۴ کیلومتر مربع مساحت و ۱۳٬۶۹۴ نفر جمعیت دارد و ۱۴۴ متر بالاتر از سطح دریا واقع شده‌است.